# Strumigenys traegaordhi
Strumigenys traegaordhi är en myrart som beskrevs av Santschi 1913. Strumigenys traegaordhi ingår i släktet Strumigenys och familjen myror. Inga underarter finns listade i Catalogue of Life.